# Final de la Copa Mundial de Rugby de 1987
La Final de la Copa Mundial de Rugby de 1987 fue un partido de rugby que se jugó el 20 de junio de 1987 en el Eden Park de Auckland. La jugaron Nueva Zelanda (anfitrión) y Francia, siendo el partido más importante de la era aficionada y el segundo histórico entre ambos, luego de la Final de 2011 que ya era profesional.

## Camino a la final
El partido definitivo cruzó al anfitrión, que se lucía con el rendimiento más alto del campeonato y a Les Bleus, quienes venían de mayor a menor y habían vencido a los Wallabies en semifinales. Los locales eran claros favoritos (3–1), pero los franceses esperaban entorpecer con su juego físico y así quizás vencer.

### Nueva Zelanda
Los All Blacks por su histórico y eventual nivel eran los principales candidatos a obtener el primer mundial, solo la derrota contra la generación perdida de los Springboks un año antes era la única duda y no se trataba de la selección oficial: sino de los Cavaliers.
El local dominó el grupo C y venció a todos sus rivales: la Azzurri, los complicados Pumas y el más difícil Fiyi. En cuartos aplastó al XV del Cardo y en la semifinal ganó cómodamente a los Dragones rojos, la sorpresa del campeonato.

### Francia
Les Bleus llegaron como el mejor candidato al título entre los participantes europeos por su destacada historia y algunos hombres como el mejor centro de su continente y el mejor fullback históricos: respectivamente Philippe Sella y Serge Blanco. Pero no se los consideraba superiores a los Wallabies, quienes eran favoritos para la final.
Ganaron el grupo D con victorias ante Zimbabue, la fuerte Rumania y un empate contra Escocia. En cuartos vencieron a Fiyi y en semifinales la victoria frente a los australianos; con un memorable try de Blanco luego de una larga serie de pases.

## Detalles del partido
En ese momento el try valía 4 puntos. En 1992 se cambió a 5 (valor actual) por decisión de World Rugby, debido al avance tecnológico de los balones.
| 20 de junio de 1987, | Nueva Zelanda                                                   | 29 – 9 (9-0) | Francia                                                | Eden Park, Auckland,                                         |                                                              |
|                      | Tries Jones Kirk Kirwan Conversión Fox Penales Fox (4) Drop Fox | Reporte      | Try Berbizier Conversión Camberabero Penal Camberabero | Asistencia: 48.035 espectadores Árbitro(s): Kerry Fitzgerald | Asistencia: 48.035 espectadores Árbitro(s): Kerry Fitzgerald |

|  |  |

|               |    |                  |  |
|               |    |                  |  |
| FB            | 15 | John Gallagher   |  |
| WG            | 14 | John Kirwan      |  |
| CT            | 13 | Joe Stanley      |  |
| CT            | 12 | Warwick Taylor   |  |
| WG            | 11 | Craig Green      |  |
| AP            | 10 | Grant Fox        |  |
| MS            | 9  | David Kirk       |  |
| N8            | 8  | Wayne Shelford   |  |
| AL            | 7  | Michael Jones    |  |
| AL            | 6  | Alan Whetton     |  |
| SL            | 5  | Gary Whetton     |  |
| SL            | 4  | Murray Pierce    |  |
| PL            | 3  | John Drake       |  |
| HK            | 2  | Sean Fitzpatrick |  |
| PL            | 1  | Steve McDowall   |  |
| Entrenador:   |    |                  |  |
| Brian Lochore |    |                  |  |

|                 |    |                             |  |
|                 |    |                             |  |
| FB              | 15 | Serge Blanco                |  |
| WG              | 14 | Didier Camberabero          |  |
| CT              | 13 | Philippe Sella              |  |
| CT              | 12 | Denis Charvet               |  |
| WG              | 11 | Patrice Lagisquet           |  |
| AP              | 10 | Franck Mesnel               |  |
| MS              | 9  | Pierre Berbizier            |  |
| N8              | 8  | Laurent Rodríguez           |  |
| AL              | 7  | Dominique Erbani            |  |
| AL              | 6  | Éric Champ                  |  |
| SL              | 5  | Jean Condom                 |  |
| SL              | 4  | Alain Lorieux               |  |
| PL              | 3  | Jean-Pierre Garuet-Lempirou |  |
| HK              | 2  | Daniel Dubroca              |  |
| PL              | 1  | Pascal Ondarts              |  |
| Entrenador:     |    |                             |  |
| Jacques Fouroux |    |                             |  |

## Legado
El título hizo al equipo el mejor kiwi del siglo XX y uno de los mejores de la historia. Este partido inmortalizó a leyendas de este deporte: los franceses Blanco, Ondarts y Sella, y los neozelandeses Fitzpatrick, Fox, Jones y Kirwan.
Este partido se repetiría en las mismas condiciones, pero en un nivel profesional, 24 años más tarde en Nueva Zelanda 2011.